# 2-((p-(dimetilamino)fenil)azo)piridina
2-((p-(dimetilamino)fenil)azo)piridina é um composto orgânico com fórmula química C13H14N4, com massa molecular 226.27706 g/mol, nomenclatura IUPAC N,N-dimethyl-4-pyridin-2-yldiazenylaniline, é um corante que é utilizado como indicador de pH com dois intervalos de viragem, em pH 0,2 a 1,8, quando vira de amarelo para azul, e em pH de 7,4 a 9,0, quando vira de vermelho para amarelo. É classificado com o número CAS 13103-75-8.
Normalmente é formulado para uso em uma solução a 0,1 % em m/v em etanol.